# Erwin Spindelberger

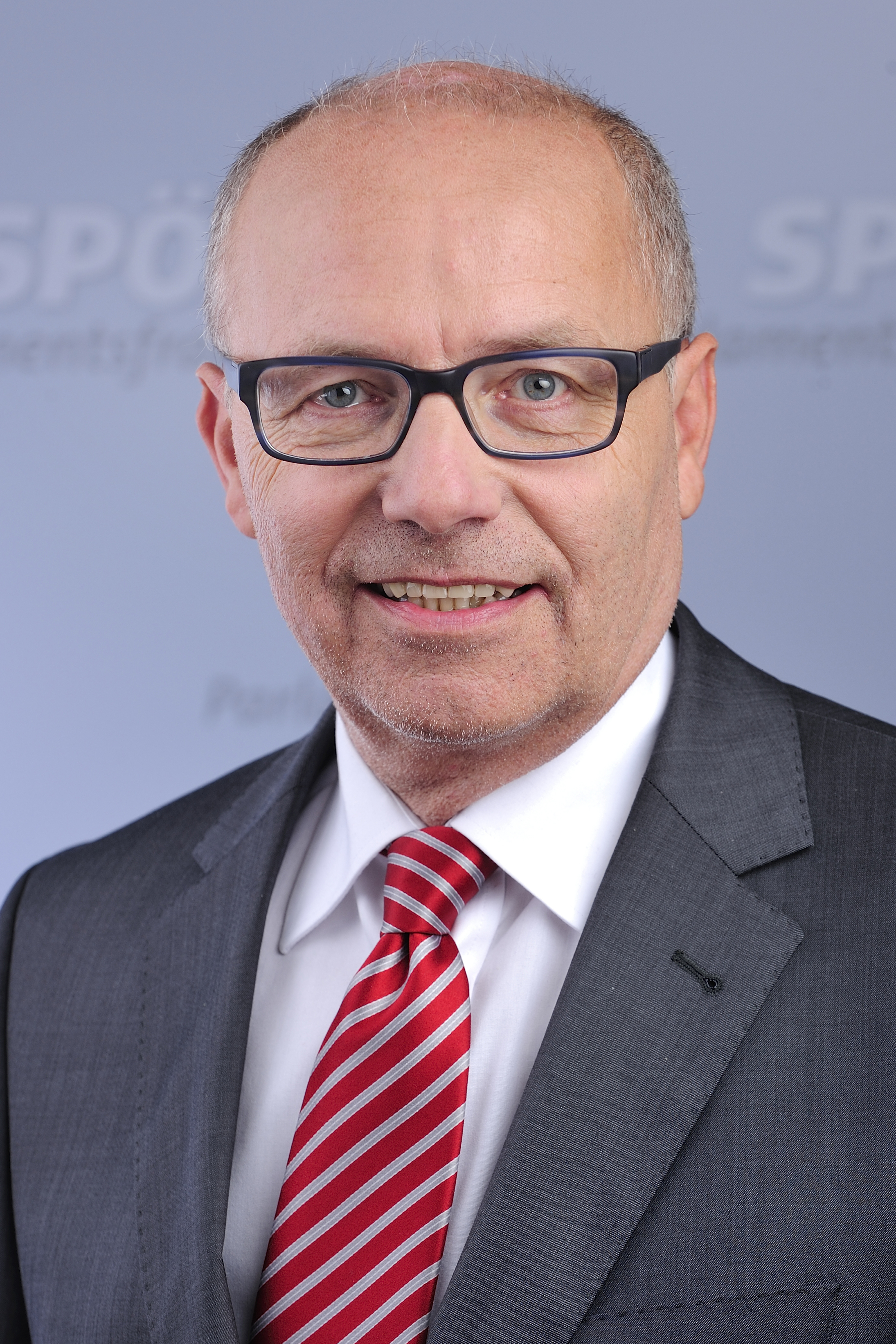
Erwin Spindelberger 2014

Erwin Spindelberger (* 24. April 1956 in Kapfenberg) ist ein österreichischer Politiker (SPÖ). Von 2002 bis 2017 war er Abgeordneter zum Österreichischen Nationalrat.

## Ausbildung und Beruf
Erwin Spindelberger besuchte von 1962 bis 1970 die Volks- und Hauptschule und war danach bis 1971 an der Höheren technischen Lehranstalt für Maschinenbau. Er erlernte im Anschluss von 1971 bis 1974 den Beruf des Industriekaufmanns. Spindelberger leistete 1976 den Präsenzdienst ab und lernte zwischen 1978 und 1979 an der Sozialakademie der Kammer für Arbeiter und Angestellte. 1985 bestand er die Berufsreifeprüfung an der Karl-Franzens-Universität Graz.
Spindelberger war zwischen 1974 und 1983 Angestellter der Firma Böhler Kapfenberg und ist seit 1983 Sekretär der Gewerkschaft der Privatangestellten Steiermark. Seit 1997 ist er zudem Regionalgeschäftsführer der Gewerkschaft der Privatangestellten Steiermark.

## Politik
Erwin Spindelberger war zwischen 2000 und 2004 Kammerrat der Kammer für Arbeiter und Angestellte für die Steiermark und von 1992 bis 2002 Obmann der Steiermärkischen Gebietskrankenkasse. Von 20. Dezember 2002 bis zum 8. November 2017 vertrat er die SPÖ im Nationalrat.

## Privates
Erwin Spindelberger ist verheiratet und hat ein Kind.